# Dethala
Dethala (nep. देथल) – gaun wikas samiti w zachodniej części Nepalu w strefie Mahakali w dystrykcie Darchula. Według nepalskiego spisu powszechnego z 2001 roku liczył on 600 gospodarstw domowych i 3575 mieszkańców (1894 kobiet i 1681 mężczyzn).